# Raul Lino

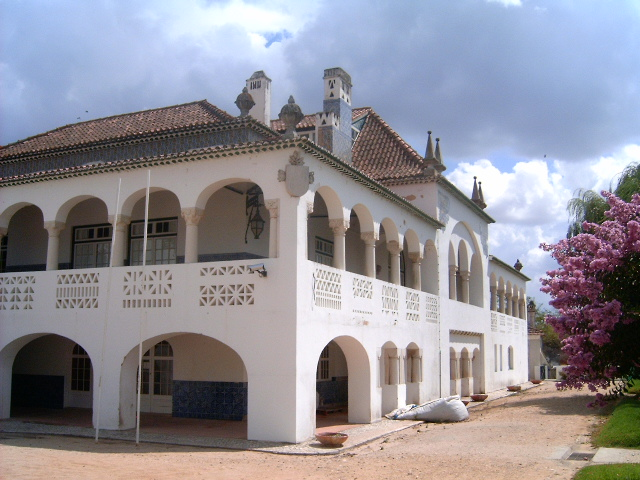
Casa de los Patudos, construida en 1905

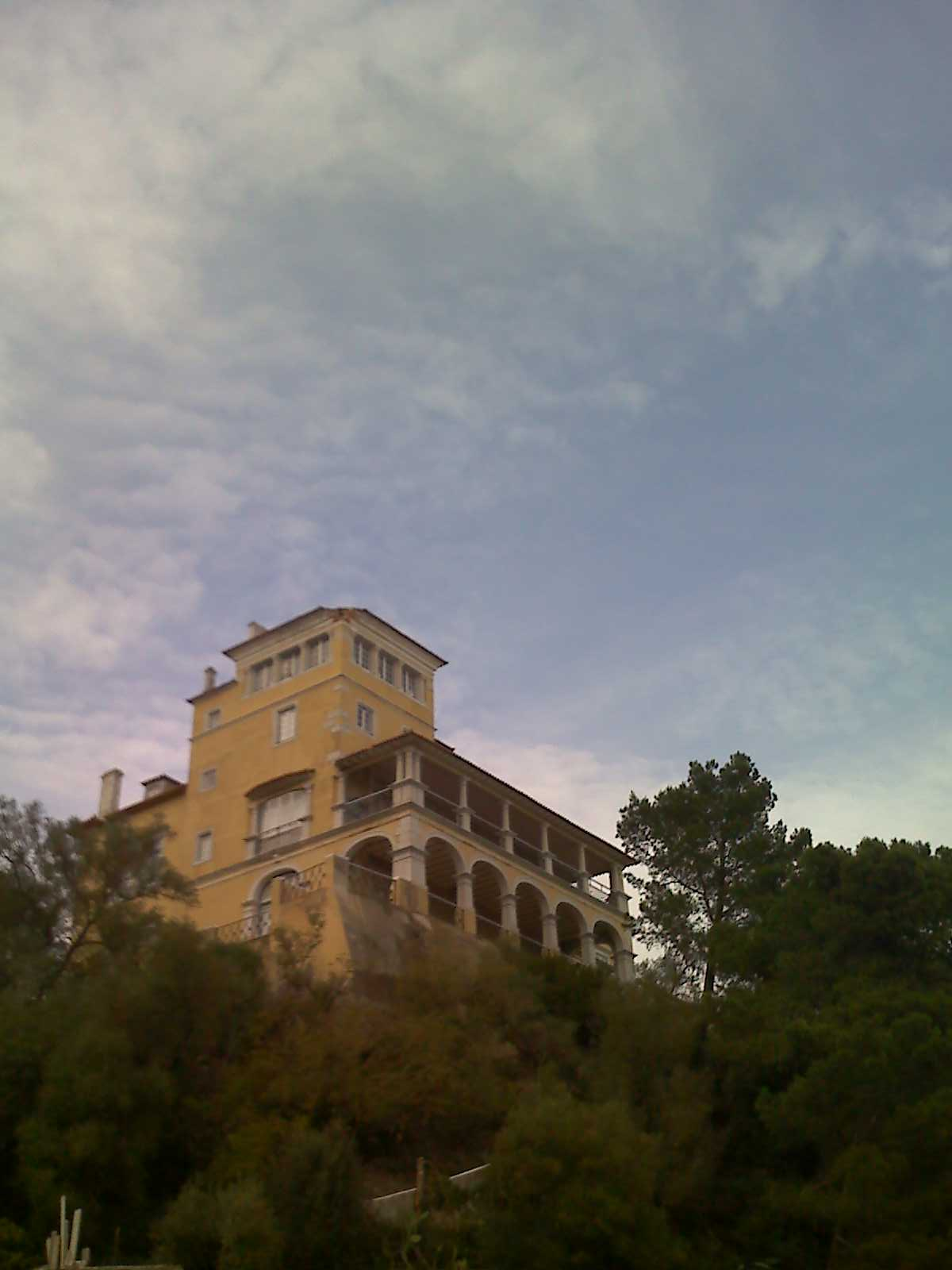
Casa de la Quinta de la Comenda, construida en 1903

Raul Lino de Silva más conocido como Raul Lino ComC (Lisboa, 21 de noviembre de 1879 — Lisboa, 13 de julio de 1974), fue un arquitecto portugués.

## Biografía
Fue una personalidad única en lo que respecta al panorama de las artes en Portugal, en gran parte debido a que logró articular la tradición portuguesa con las innovadoras corrientes europeas de principios de siglo. XX. Con 70 años de actividad profesional, Lino es autor de más de 700 obras. También es importante mencionar que a pesar de su abanico de proyectos, también fue un hombre con una vasta obra teórica o escrita, que se volvió muy decisiva para sus seguidores durante décadas en Portugal.
Raúl Lino estudió en Gran Bretaña e Irlanda, donde se trasladó a los 10 años, y después de 1893 en Alemania, donde trabajó en el estudio de Albrecht Haupt , con quien mantuvo una amistad duradera.
El encuentro y amistad que mantuvo con el arquitecto alemán fue uno de los puntos definitorios de su concepción estética, arquitectónica y cultural. Haupt era un apasionado de la arquitectura renacentista y realizó varios viajes de estudio en Italia, España y Portugal, buscando el contacto directo con las obras, por remotas que fueran, dibujándolas y documentándolas abundantemente. Una concepción de la cultura como elemento vivo, que se puede experimentar en el terreno y participar de ella.
Raúl Lino regresó a Portugal en 1897, donde continuó sus estudios. Ocupó cargos en el Ministerio de Obras Públicas y fue Superintendente de Palacios Nacionales . Fue miembro fundador de la Academia Nacional de Bellas Artes, siendo su presidente en el momento de su muerte. En el sector de la prensa, fue colaborador artístico en varias publicaciones periódicas, en concreto en las siguientes revistas: Atlántida (1915-1920), Homem Livres (1923), Ilustración (1926-) y en Revista Municipal de Lisboa (1939-1973).
A lo largo de sus 70 años como artista y arquitecto defendió la tradición en el diseño de formas, afirmando que el arte y la arquitectura son también producto del hombre y para los hombres, con historia, genealogía, características y rasgos del espacio y el tiempo en que operan y la comunidad para la que se producen. Por lo tanto, es un defensor de la tradición frente al modernismo o un modernista de la tradición.
El 4 de marzo de 1941 fue nombrado Comandante de la Orden Militar de Cristo.

## Vida personal
Vivió en una casa en la Avenida António Augusto de Aguiar, en Lisboa. Tuvo dos hijas: Isolda Lino y Maria Cristina Lino.

## Carrera profesional
Se puede considerar a Lino como un arquitecto de un paradigma coherente e innovador. Creando espacios orientados y organizados para patios interiores, donde se produce la creación de sombras y espacios de transición, en los que se valoran los porches, un poco desde una perspectiva antiurbana. Románticamente designado por Raúl Lino como el espíritu del lugar, al igual que Frank Lloyd Wright (1876-1959), su arquitectura valoró la articulación con el paisaje, según una composición orgánica, sabia e intuitiva, con gusto por el uso de lo tradicional. materiales, que a pesar de tener un carácter decorativo son esencialmente funcionales, de acuerdo con las formas tradicionales de Artes y Oficios. Acabará desarrollando proyectos en base al plano, con una interpretación de las necesidades de sus usuarios con el cuidado de quienes entienden la casa como un espacio de convivencia tanto individual como colectiva. Con la aspiración de diseñar una obra de arte total, que involucrará su diseño de mobiliario y jardín.
A lo largo de su vida, diseñó más de 700 obras, como la Casa dos Patudos, en Alpiarça, para José Relvas (1904), la Casa do Cipreste, en Sintra (1912), el Cinema Tivoli, en Lisboa, (1925), el Pabellón de Brasil en la Exposición Mundial de Portugal de 1940.
También fue autor de numerosos textos teóricos sobre la problemática de la arquitectura doméstica popular, como La casa portuguesa (1929), Casas portuguesas (1933) y L'évolution de l'architecture domestique au Portugal (1937).
Posteriormente, algunos textos fueron recogidos en un libro publicado por el diario O Independente en 2004, titulado "No es un artista el que quiere serlo".
Se destacan entre sus proyectos arquitectónicos, los siguientes: 
- Vivienda en la Calle Castilho, n.º 64 a 66 - Lisboa Premio Valmor, 1930.[11]
- Casa de los Patudos, Alpiarça
- Teatro Tivoli, Lisboa
- Cine-Teatro Curvo Semedo, Montemor-el-Nuevo (mayor sala de espectáculos a sur de Tejo)
- Museo y Jardín-Escuela João de Dios, Lisboa
- Tienda Gardénia, Lisboa
- Torre de S. Patrício, Monte Estoril
- Casa Monsalvat, Monte Estoril
- Casa Silva Gomes, Monte Estoril
- Pabellón de Brasil en la Exposición del Mundo Portugués, Lisboa
- El edificio de los Paços del Municipio, Setúbal
- Casa de la Quinta de la Comenda, Setúbal
- Casa de Santa Maria, Cascais (1918)[12]
- Casa del Cipreste, Sintra (1907 - 1913)
- Casa de los Penedos, Sintra
- Casa Branca, Azenhas del Mar
- Casa Branca, Oeiras
- Sanatório de Sousa Martins, Guardia
- Casa del Sonar de Cima o Casa de Almeida-Moreira, Viseu (1925)[13]
- Casa de Son Bento, del Regueiro o de Júlio de Leemos, Lousã[14]
- Quinta de las Romeiras, Jardín de la Sierra, Cámara de Lobos (1933)
- Pérgola Raul Lino, Penacova (1918)[15]
- Casa Roque Gameiro, Amadora (Proyecto de Ampliación - 1900)
- Casa de la Cerca de los Marqueses, Gouveia (Proyecto de Ampliación - 1909)
- Capela de la Cerca de los Marqueses, Gouveia (1909)
- Solar de los Caldeira Cabral, Paços de la Sierra (Gouveia) (Proyecto de Ampliación)

### Teatro Tivoli

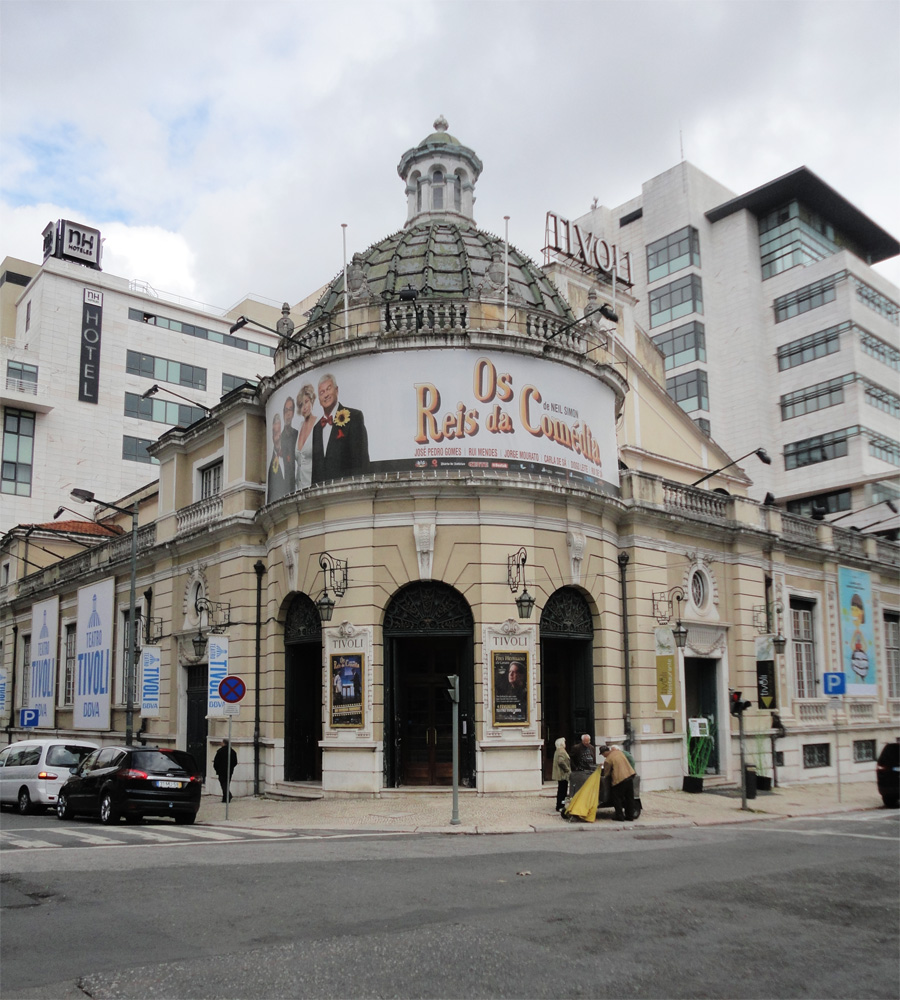
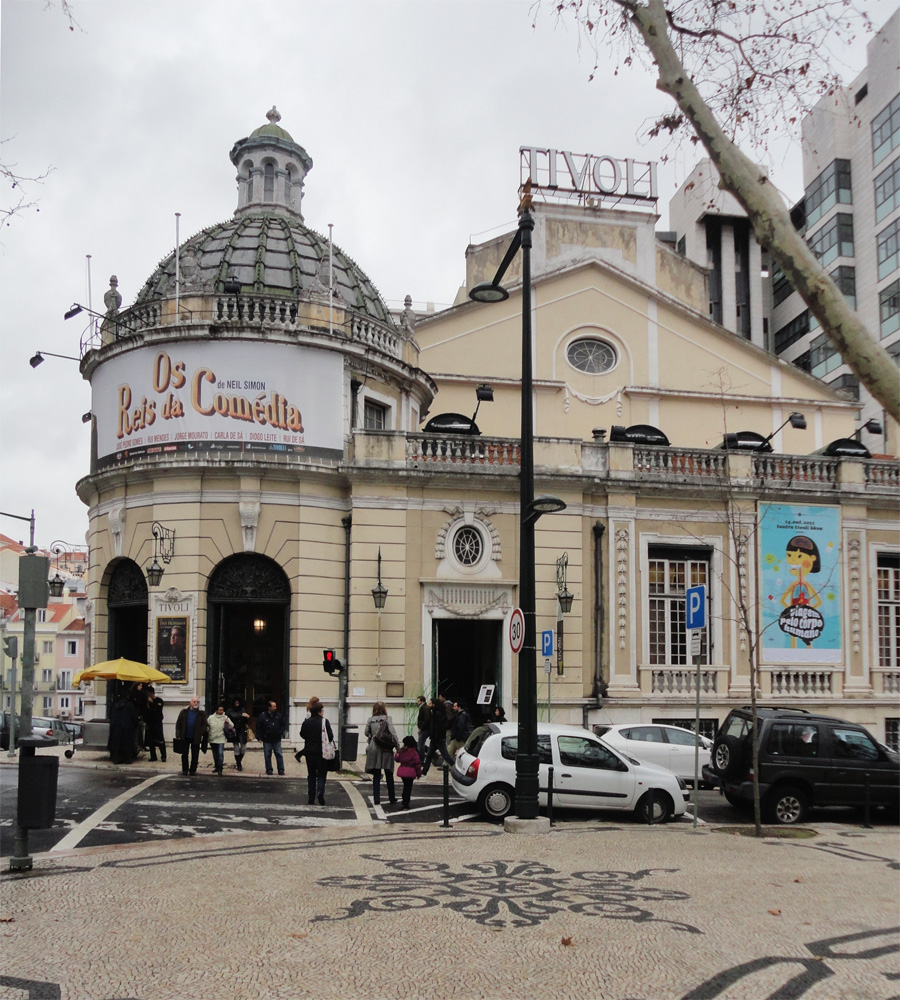
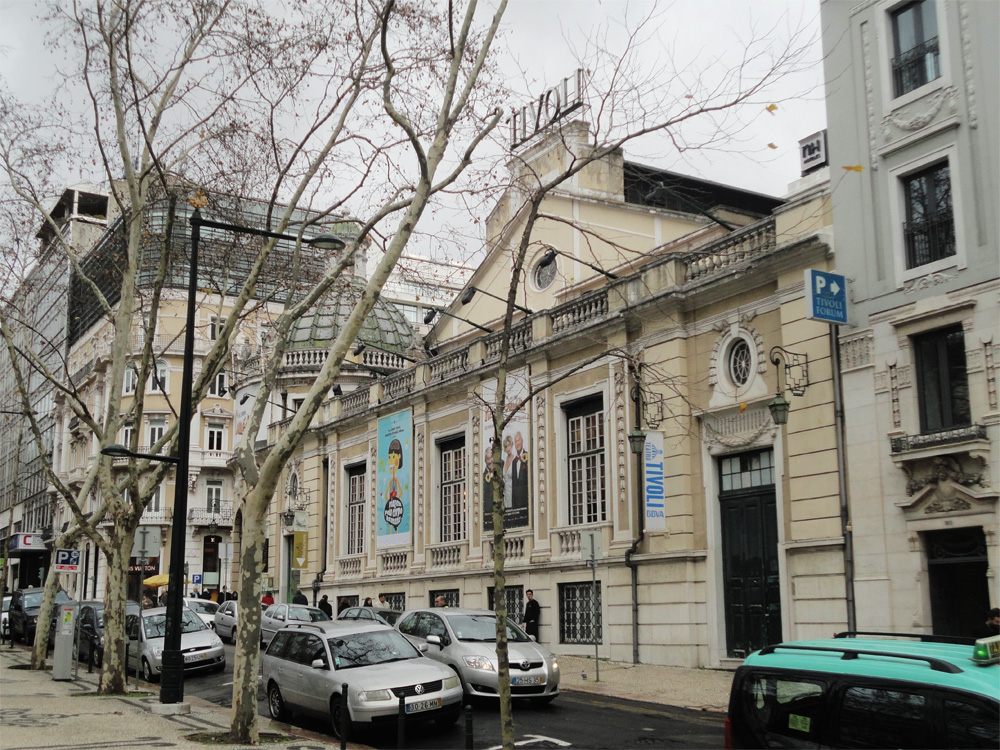